# جهاد نعیم
جهاد نعیم (انگلیسی: Jihad Naim؛ زادهٔ ۱۴ مهٔ ۱۹۴۷) تیرانداز اهل سوریه بود. وی در بازی‌های المپیک تابستانی ۱۹۸۰ شرکت کرده‌است.